# Нгарка-Латаяха
Нгарка-Латаяха (устар. Арка-Лыти-Яха) — река в России, протекает по территории Пуровского района Ямало-Ненецкого автономного округа. Устье реки находится в 240 км по правому берегу реки Пякупур. Длина реки — 68 км.

## Притоки
- 27 км: Лататаркаяха (пр)
- 39 км: Нюча-Лытияха (лв)

## Данные водного реестра
По данным государственного водного реестра России относится к Нижнеобскому бассейновому округу, водохозяйственный участок реки — Пур, речной подбассейн реки — подбассейн отсутствует. Речной бассейн реки — Пур.